# Дубовка (Ардатовський район)
Дубовка (рос. Дубовка) — село у складі Ардатовського району Нижньогородської області. Входить до складу робітничого селища Ардатов. Входило до складу скасованої Чуварлей-Майданської сільради.

## Географія
Розташоване за 14 км на захід від робітничого поселення Ардатов.
За 1 км на південний схід від села знаходиться джерело, що дає початок річці Ковроже, яка тече у напрямку схід-захід і впадає у річку Ломівка за 5 км від села. У північній частині села - ставок.
Вулиці йдуть паралельно одна одній у напрямку південний захід - північний схід. Село стоїть в оточенні листяних лісів.

## Населення
| 1999 | 2002 | 2010 |
| ---- | ---- | ---- |
| 98   | ↘81  | ↗82  |